# 下野佐和子
下野 佐和子（しもの さわこ、1988年9月9日 - ）は、日本の元女子プロレスラー。鹿児島県薩摩郡出身。OSAKA女子プロレス所属であったが、所属団体の興行だけでは試合数が少ないため、プロレスリングWAVEを中心とする東京の団体や大阪プロレスなどにも多く参戦していた。

## 所属
- OSAKA女子プロレス（2010年 - ）

## 来歴・戦歴
2009年
- 12月23日、プロレスリングWAVE・大阪大会で初エキシビション。

2010年
- 3月21日、OSAKA女子プロレス旗揚げ戦となる世界館大会の対花月戦でデビュー。異例となるメインエベンターとしてのデビュー戦であったが、バックフリップで敗戦。
- 3月24日、WAVE新木場大会で東京初試合。桜花由美にエビ固めで敗戦。
- 4月18日、DEP世界館大会でHARU。から腕ひしぎ十字固めでシングル初勝利。
- 5月15日、NEO（板橋）初参戦。松本浩代に片エビ固めで敗戦。
- 5月16日、JWP（東京キネマ倶楽部）初参戦。昼の部では新人黒木千里と対戦もエビ固めで初勝利を献上。しかし夜の部でのタッグマッチではなんでやねんでリベンジを果たし、タッグ初勝利（下野のパートナーはGAMI、黒木のパートナーはコマンド・ボリショイ）。以来、黒木とライバル関係になる。
- 5月30日、WAVE主催「Catch the WAVE」に出場。
- 6月20日、ZERO1（ツッキードーム）初参戦。HARUの体固めで敗戦。
- 10月17日、OSAKA女子世界館大会。勇気彩と組んで、華名&弁天娘と対戦し、大女初勝利。
- 11月20日、OZアカデミー（世界館）初参戦。永島千佳世と組んで、加藤園子&小松奈央組と対戦。小松に片エビ固めで勝利。
- 11月28日、JWP東京キネマ倶楽部大会、JWP認定ジュニア王座&POP王座（JWPジュニア二冠）1回戦で黒木とのライバル対決を制する。
- 12月12日、JWP東京キネマ倶楽部大会、帯広さやかに勝利してJWPジュニア二冠王座挑戦権を獲得。
- 12月23日、JWP後楽園大会で悲恋が持つJWPジュニア二冠王座に挑戦も変形アンクルホールで敗退。
- JWP新人賞を受賞。

2011年
- 1月4日、WAVE新宿大会より「下野佐和子十番勝負」が始まる。初戦の相手は松本浩代だったが、バックドロップ→片エビ固めで敗戦。十番勝負0勝1敗。
- 1月23日、OSAKA女子Mアリ大会メインで「十番勝負」第2戦。浜田文子にスピンキック→片エビ固めで敗戦。十番勝負0勝2敗。
- 2月9日、初の大阪プロレス正式参戦。アップルみゆきと組み、紫雷美央&紫雷イオ姉妹と対戦。男子の試合を押しのけてメインに抜擢されたが、イオの片エビ固めに屈する。
- 2月13日、WAVE大阪Mアリ大会で「十番勝負」第3戦。AKINOに飛びつき式腕ひしぎ十字固めで敗戦。十番勝負0勝3敗。
- 3月9日、WAVE新木場大会で「十番勝負」第4戦。華名にグラウンド卍固めで敗戦。十番勝負0勝4敗。
- 3月20日、WAVE大阪Mアリ大会で「十番勝負」第5戦。大阪プロレスのタダスケにアウトキャスト→体固めで敗戦。十番勝負0勝5敗。
- 3月21日、OSAKA女子Mアリ大会で十番勝負第6陣として米山香織のJWP認定無差別級王座に挑戦するが、ダイビング延髄ニー→片エビ固めで敗戦。十番勝負0勝6敗。
- 5月15日、OSAKA女子Mアリ大会で「十番勝負」第7戦。OZアカデミーのダイナマイト・関西にダイビングフットスタンプ→体固めで敗戦。十番勝負0勝7敗。
- 6月19日、WAVE大阪Mアリ大会で「十番勝負」第8戦。豊田真奈美にムーンサルト・プレス→体固めで敗戦。十番勝負0勝8敗。
- 6月26日、JWP大阪IMPホール大会で「十番勝負」第9戦。JWPのコマンド・ボリショイに掌底→体固めで敗戦。十番勝負0勝9敗。
- 7月17日、OSAKA女子Mアリ大会にて「十番勝負」最終戦として花月が持つJWPジュニア二冠に挑戦。十番勝負を初勝利で飾るとともに初タイトル獲得。十番勝負1勝9敗。
- 8月28日、WAVE後楽園大会でOZアカデミーの小松奈央を相手に、JWP認定ジュニア&POP選手権初防衛戦。えびす落とし→エビ固めで勝利。
- 12月25日、WAVE大阪Mアリ大会でフリーの飯田美花を相手に、JWP認定ジュニア&POP選手権2度目の防衛戦。えびす落とし→エビ固めで勝利。

2012年
- 1月9日、JWP東京キネマ倶楽部でJWPの勝愛実(蒼星杯ブルースターカップ優勝者)を相手に、JWP認定ジュニア&POP選手権3度目の防衛戦。えびす落とし→片エビ固めで勝利。
- 1月15日、WAVE大阪Mアリ大会でワラビーのミクロを相手に、JWP認定ジュニア&POP選手権4度目の防衛戦。えびす落とし→エビ固めで勝利。
- 1月28日、大阪プロレスMアリ大会で大阪プロレスのタダスケが持つヤングライオンズカップに挑戦。クローズラインfrom千日前で敗れる。
- 3月20日、OSAKA女子Mアリ大会にて、下野佐和子デビュー2周年記念試合を行う。花月と組み植松☆輝と対戦するが、ドラゴン・スープレックス・ホールドで敗れる（下野が植松にフォール負け）。
- 3月24日、WAVE浜町スタジオ大会でJWPの川佐ナナを相手に、JWP認定ジュニア&POP選手権5度目の防衛戦。えびす落とし→体固めで勝利。
- 4月1日、株式会社ZABUNがOSAKA女子プロレスを運営することが発表され、下野佐和子は株式会社ZABUNの社員（OSAKA女子団体代表）となる。
- 4月22日、JWP後楽園ホール大会でJWPのラビット美兎を相手に、JWP認定ジュニア&POP選手権6度目の防衛戦。開始後わずか3分11秒で大ラビストラルで敗戦し、防衛失敗。

2014年
- 6月15日、大阪大会の大畠美咲戦を最後にCatch The WAVEで一勝もできず引き分けの一点のみだけだったことから無期限の沖縄遠征を決意。OSAKA女子プロレスの興行には参戦する。
- 8月7日、OSAKA女子新木場大会でトレードマークでもあるバンダナが前日の試合で破れて自身が全身脱毛症になったことを告白する。

2015年
- ZABUNグループの「組閣」によりOSAKA女子選手会長となる。

2016年
- 12月25日、OSAKA女子大阪大会にて来年2月12日をもって全身脱毛症の治療に専念するため無期限休業を発表。

2017年
- 2月12日、花月とのシングルを終えて無期限休養に入る。

2018年
- 2月10日、WAVE大阪大会のリングに登場。全身脱毛症の治療中に鼻毛が生えてきたことを発表。

2019年
- 4月28日、WAVE大阪平野区民ホール大会をもって現役引退。

## 得意技
- タックル
- 雷電ドロップ
- ジャンピングニー
- なんでやねん
- えびす落とし - 初代ポリスウ〜メンより受け継いだ。

## 特徴
- 2013年に大女よりデビューした後輩山下りなは、柔道時代に県大会で切磋琢磨したライバルだった。
- 全身脱毛症を発症からは日常でウィッグや帽子を着用していて帽子集めを趣味としている[2]。

## 入場テーマ曲
- GENERATION（ラディカルズ）

## 獲得タイトル
- 第21代&第11代JWP認定ジュニア&POP王座

## テレビ出演
- ハートネットTVブレイクスルー30「全身脱毛症のプロレスラー・下野佐和子」(Eテレ2015年5月11日)[3]。